# Vaso Jovanović
Vaso Jovanović, črnogorski general in vojaški pilot, * 11. januar 1915, † 4. december 2013.

## Življenjepis
Pred aprilsko vojno je bil poročnik vojnega letalstva. Leta 1941 se je pridružil NOVJ in KPJ; med vojno je bil poveljnik več enot.
Po vojni je končal VVA JLA in bil med drugim načelnik Vojne šole JLA ter komandant armade.